# Landinoklausel

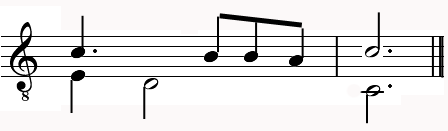
Typische Kombination einer Landino-Klausel im Diskant mit einer Sekundklausel im Tenor

Landinoklausel, auch Unterterzklausel, bezeichnet eine spezielle Diskant-Klausel, bei welcher der Gang von der 7. Stufe (Leitton) zur Oktave durch einen eingefügten Abstieg zur Sext (über dem Grundton) unterbrochen wird, weshalb man auch von der Landino-Sext spricht. Da die Oktave über einen Terzsprung von unten erreicht wird, erklärt sich die Bezeichnung Unterterzklausel. Nachdem sich diese Wendung im 13. Jahrhundert als grundlegende Schlussformel etabliert hatte, wurde sie für die Mehrstimmigkeit des 14. Jahrhunderts (Francesco Landini und Zeitgenossen) und des 15. Jahrhunderts (Guillaume Du Fay u. a.) charakteristisch. In der deutschen Orgelmusik erhielt sich die Landino-Klausel noch bis ins 16. Jahrhundert.